# Coenina
Coenina là một chi bướm đêm thuộc họ Geometridae.